# Marquesado de Bertemati
El marquesado de Bertemati fue un título nobiliario español concedido el 13 de mayo de 1888 por Alfonso XIII (durante su minoría de edad), a José de Bertemati y Troncoso, Alcalde de Jerez, bodeguero de Jerez de la Frontera.

## Titulares
I. José de Bertemati y Troncoso (m. Jerez de la Frontera, 18 de noviembre de 1891) fue uno de los grandes latifundistas del Marco de Jerez, llegó a poseer 1321 ha, con una renta anual de 41 116 pesetas, de la época, cifra cuantiosa. Casó con María de las Mercedes Pareja. Le sucedió su hijo.
II. Manuel José de Bertemati y Pareja (m. Lausana, agosto 1935) creó en 1884, la Colonia Vitícola de Campano, a 6 kilómetros de Chiclana de la Frontera, que duró algo menos de 40 años.
III. Monseñor Enrique de Bertemati y Pareja sucedió a su hermano en 1936. A su muerte el marquesado cayó en desuso y no está en vigor. El último marqués cedió a la Iglesia católica el Palacio de Bertemati, actual sede de la Diócesis de Asidonia-Jerez.

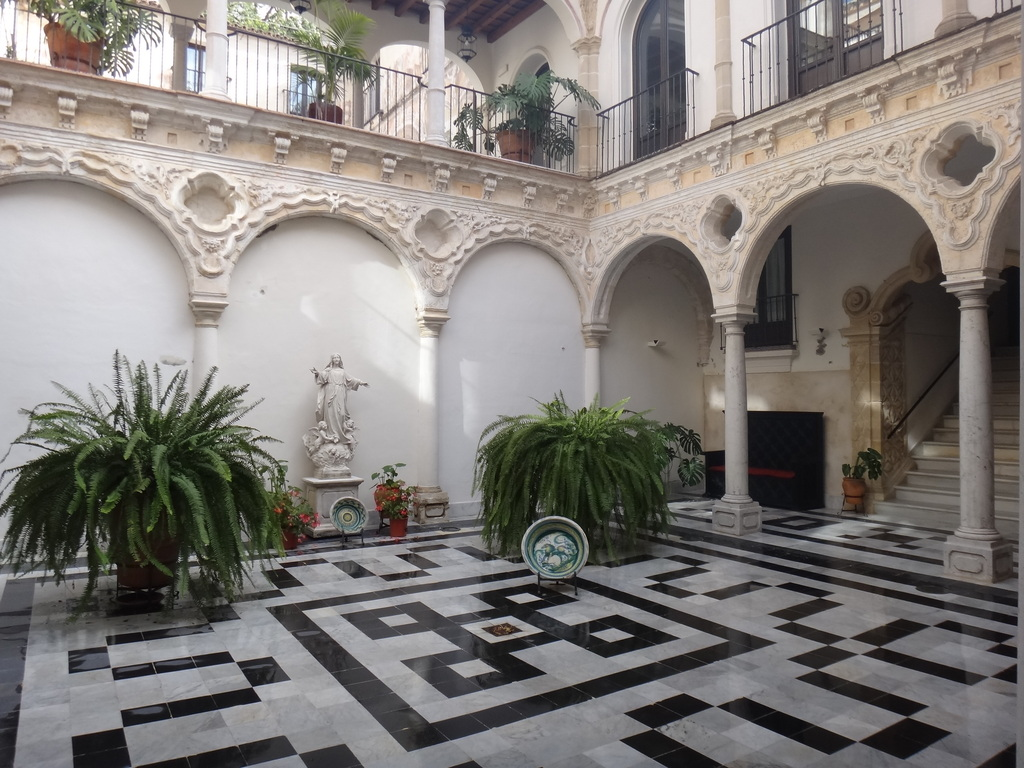
Palacio de Bertemati